# Rodriguesophis iglesiasi
Rodriguesophis iglesiasi är en ormart som beskrevs av Gomes 1915. Rodriguesophis iglesiasi ingår i släktet Rodriguesophis och familjen snokar. Inga underarter finns listade i Catalogue of Life.
Arten förekommer i Brasilien mellan delstaterna Minas Gerais och Piaui samt i Bahia. Honor lägger ägg.